# Andrena subsmaragdina
Andrena subsmaragdina is een vliesvleugelig insect uit de familie Andrenidae. De wetenschappelijke naam van de soort is voor het eerst geldig gepubliceerd in 1984 door Osytshnjuk.